# Leandro Zazpe
Leandro Agustín Zazpe Rodríguez, noto semplicemente come Leandro Zazpe (Salinas, 29 aprile 1994), è un calciatore uruguaiano, difensore dei Montevideo Wanderers.

## Caratteristiche tecniche
È una terzino sinistro.

## Carriera
Cresciuto nel settore giovanile del Fénix, ha esordito in prima squadra il 17 novembre 2013 disputando l'incontro di Primera División Profesional perso 2-1 contro il Peñarol.